# EchoStar 19
EchoStar 19 (EchoStar XIX, Jupiter 2) ist ein kommerzieller Kommunikationssatellit der Hughes Network Systems, einer Tochter der EchoStar Corporation.
Er wurde am 18. Dezember 2016 um 19:13 UTC mit einer Atlas-V-Trägerrakete vom Raketenstartplatz Cape Canaveral Air Force Station in eine geostationäre Umlaufbahn gebracht.
Der dreiachsenstabilisierte Satellit ist mit multi-spot Ku-Band-Transpondern (138 Endkunden Beams und 22 Gateway Beams) ausgerüstet und soll von der Position 97° West aus Nordamerika mit Breitband-Internet mit zusammen 150 GBit/s versorgen. Er wurde auf Basis des Satellitenbus SSL-1300S der Space Systems/Loral gebaut und besitzt eine geplante Lebensdauer von 15 Jahren. Der Vertrag zum Bau des Satelliten wurde im März 2012 geschlossen.